# NGC 5835
NGC 5835 (również PGC 53699 lub UGC 9674) – galaktyka spiralna (Sa), znajdująca się w gwiazdozbiorze Wolarza. Odkrył ją Lewis A. Swift 23 kwietnia 1887 roku. Jest to galaktyka z aktywnym jądrem typu LINER.